# Fridtjof Nansen (Schiff, 2020)
Die Fridtjof Nansen ist ein Kreuzfahrtschiff der Reederei HX. Namensgeber ist Fridtjof Nansen, ein norwegischer Entdecker, Wissenschaftler und Friedensnobelpreisträger.

## Geschichte

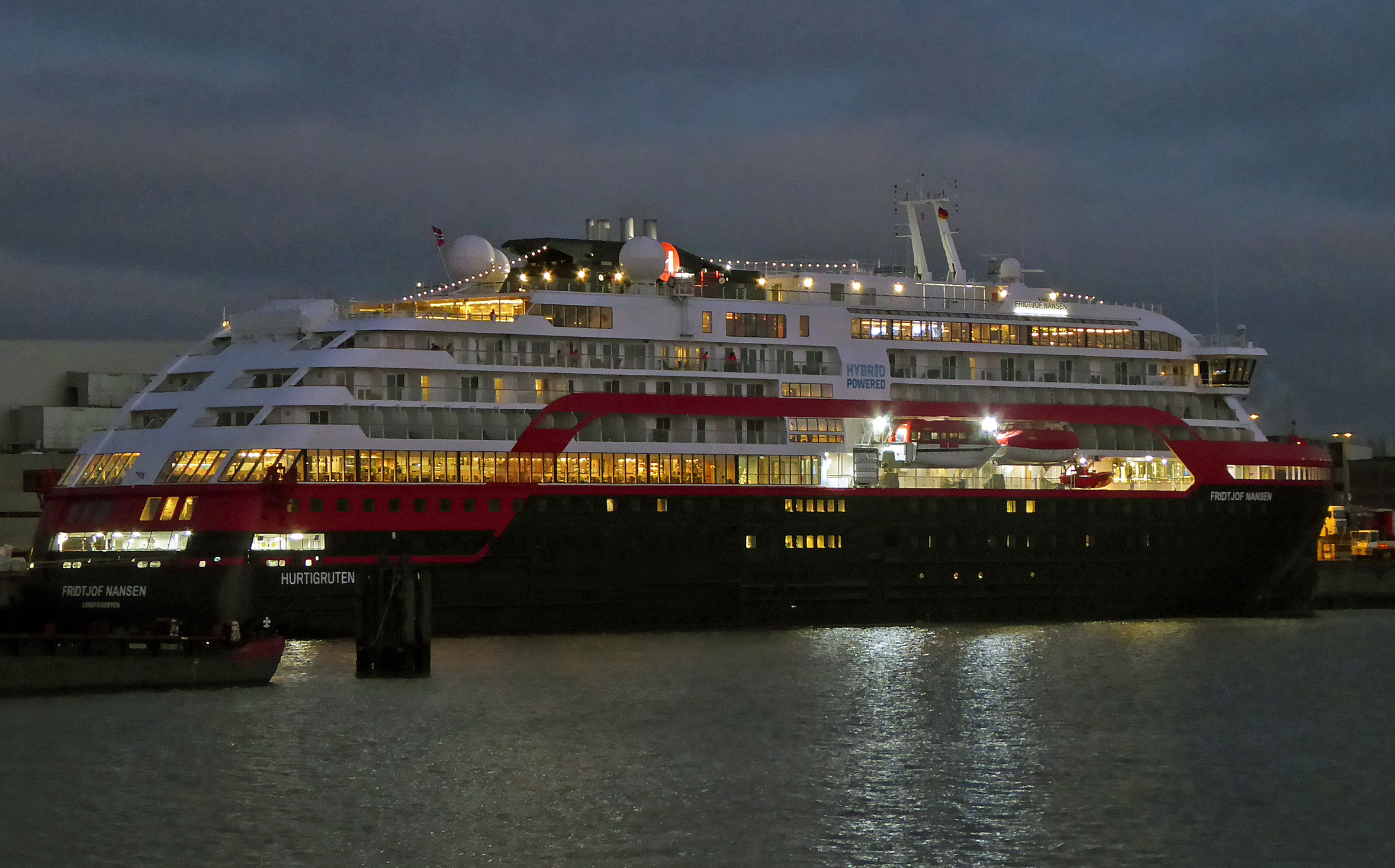
Fridtjof Nansen 2021 im Hamburger Hafen

Die Fridtjof Nansen wurde im April 2016 gemeinsam mit dem Schwesterschiff Roald Amundsen bei der Kleven Verft in Auftrag gegeben. Die Fridtjof Nansen sollte ursprünglich im Sommer 2019 abgeliefert werden. Sie lief am 9. Dezember 2018 vom Stapel. Die ersten Reisen hätten ab April 2020 von Hamburg aus erfolgen sollen. Wegen der COVID-19-Pandemie mussten die geplanten Reisen jedoch abgesagt werden.
Am 2. Januar 2022 eröffnete das Schiff die Norwegen-Expeditionsreisen-Saison der norwegischen Reederei. Am frühen Morgen des 12. Januar 2022 hatte das Schiff auf der Fahrt von den Lofoten nach Flåm bei schwerem Seegang Bodenberührung und einen Wassereinbruch in einer Sektion. Das Schiff konnte aus eigener Kraft den Hafen in Måløy erreichen, die Kreuzfahrt wurde abgebrochen.

## Technik
Die Fridtjof Nansen ist das zweite Expeditionsschiff seiner Klasse mit einem Hybridantrieb, einer Kombination  aus dieselelektrischem und reinem Elektroantrieb, gespeist aus Akkumulatoren. Der Schiffsrumpf ist speziell für die Polargebiete entwickelt (Polarklasse 6) und hat einen Axtbug. Der Antrieb erfolgt über zwei Propellergondeln.

## Ausstattung

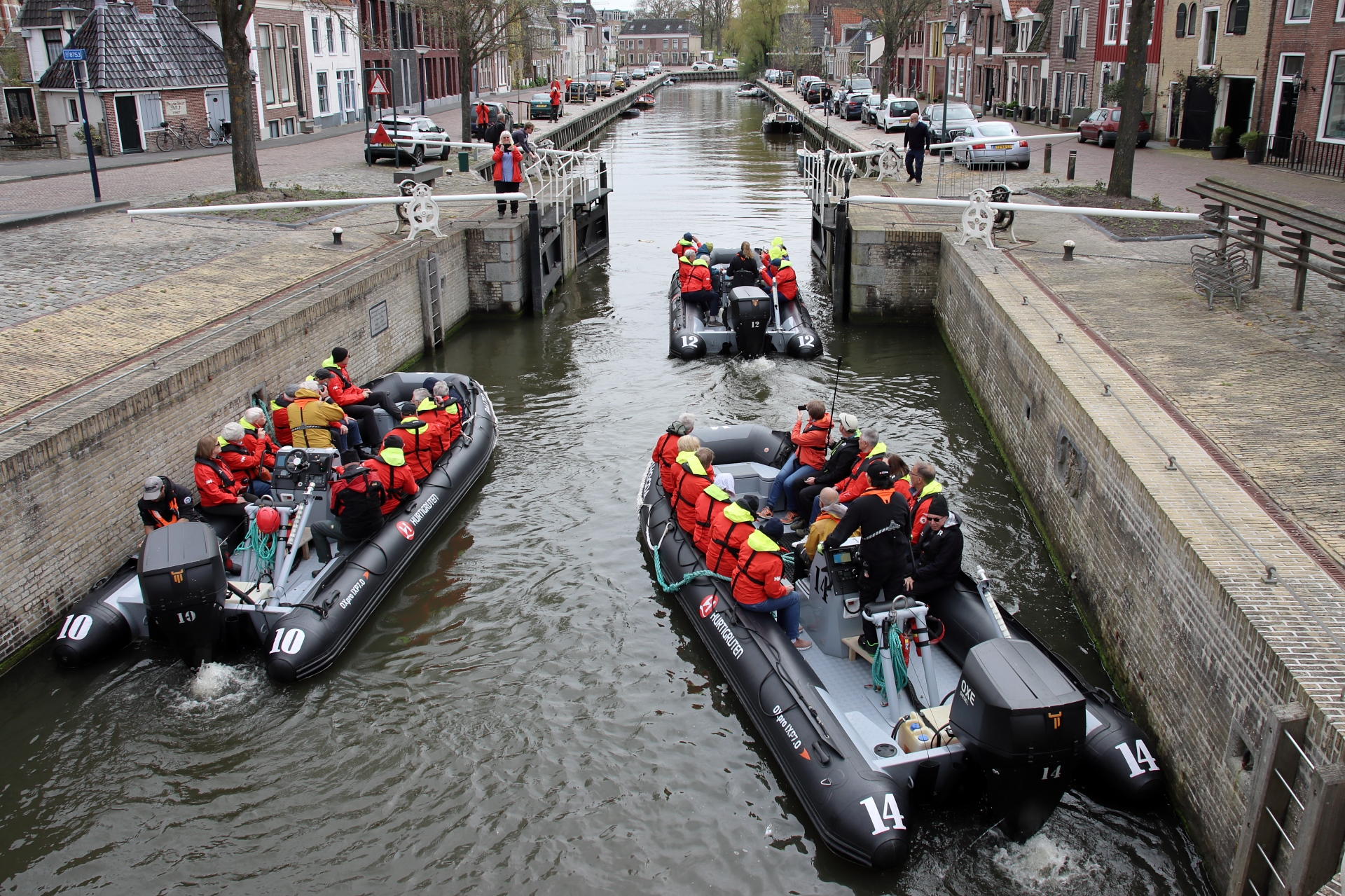
Zodiacs der Fridtjof Nansen bei einer Rundfahrt in Harlingen (Niederlande).

Das Schiff verfügt über drei Restaurants unterschiedlicher Ausrichtung. Den Passagieren stehen Sauna, Spa, Fitnessraum, Whirlpools und eine Laufbahn zur Verfügung. Anstelle eines auf Kreuzfahrtschiffen üblichen Unterhaltungsprogramms werden Vorträge von Fachleuten und Wissenschaftlern verschiedener Fachgebiete über Geografie, Tierwelt, Klima, Geschichte, Kunstgeschichte u. a. angeboten. Dafür sind Vortragssäle und ein Science Center, alle mit modernster Technik ausgestattet, an Bord vorhanden.
Neben den üblichen Tenderbooten stehen für Anladungen eine Reihe von Festrumpfschlauchbooten zur Verfügung. Steuerbordseitig befinden sich in der Bordwand große Klappen. Durch eine nach oben zu öffnende Klappe werden die Festrumpfschlauchboote ins Wasser gelassen bzw. wieder herausgeholt. Die andere Klappe wird nach unten geöffnet und bildet kurz oberhalb der Wasserlinie eine Plattform, von der die Passagiere relativ bequem und sicher die Boote besteigen und auch wieder verlassen können.  Für Anlandungen, auch in arktischen bzw. antarktischen Gewässern, werden die Passagiere mit der notwendigen Schutz- oder Sicherheitsausrüstung ausgestattet.

## Zusammenarbeit mit SOOP
HX Hurtigruten Expeditions arbeitet seit 2024 mit der Innovationsplattform SOOP zusammen. SOOP steht für Shaping an Ocean Of Possibilities for science-industry collaboration. Hinter SOOP stehen das GEOMAR in Kiel, das AWI in Bremerhaven und das Helmholtz-Zentrum Hereon in Geesthacht. Im Rahmen des Programms können auch auf nicht wissenschaftlichen Schiffen Daten gesammelt werden, wie z. B. Temperatur, Salzgehalt, Strömung u. a. Im Juni 2024 fand der erste Einsatz auf der Fridtjof Nansen während einer Fahrt von Hamburg über Norwegen, Shetland und Färöer nach Reykjavik statt.

## Schwesterschiffe
Die Entwicklung und der Bau der Fridtjof Nansen ist Teil einer 850-Millionen-Dollar-Investition von Hurtigruten AS mit dem Ziel, die umweltfreundlichste Expeditionsflotte der Welt zu bauen. Das Typschiff Roald Amundsen ist seit Juli 2019 in Fahrt. Ein drittes Schiff wurde im Oktober 2018 bestellt und sollte ursprünglich im zweiten Quartal 2021 abgeliefert werden.

## Belege
1. ↑  Cruise Ship Orderbook. Abgerufen am 26. Dezember 2019.
2. ↑  Fridtjof Nansen Delivered. 20. Dezember 2019, abgerufen am 29. Dezember 2019.
3. ↑  Hurtigruten bestellt neue Expeditionsschiffe (Memento vom 26. April 2016 im Internet Archive), Hurtigruten, 25. April 2016.
4. ↑  Auf der Postschiffroute ab Hamburg. Hurtigruten AS, abgerufen am 7. Juli 2019.
5. ↑  Hurtigruten verlängert Betriebspause. In: touristik aktuell. Euro Business Communication Verlag GmbH, 6. April 2020, abgerufen am 17. Mai 2020.
6. ↑  Fridtjof Nansen ist kurzzeitig auf Grund gelaufen. Auf: schiffe-und-kreuzfahrten.de vom 12. Januar 2022.
7. ↑  Nachhaltige Technologie, die Maßstäbe setzt. Hurtigruten AS, archiviert vom Original (nicht mehr online verfügbar) am 2. Juli 2019; abgerufen am 7. Juli 2019.  Info: Der Archivlink wurde automatisch eingesetzt und noch nicht geprüft. Bitte prüfe Original- und Archivlink gemäß Anleitung und entferne dann diesen Hinweis.
8. ↑  Jens Meyer: Wenn das Kreuzfahrtschiff zum Datensammler wird. Nordsee-Zeitung (Bremerhaven) vom 22. Juni 2024, S. 33.
9. ↑  Hurtigruten bestellt neues Hybrid-Expeditionsschiff. Hurtigruten AS, 25. Oktober 2018, abgerufen am 7. Juli 2019.